# 黄石悬崖石窟造像及碑刻
黄石悬崖石窟造像及碑刻，是位于中国山东省泰安市东平县老湖镇九女泉村的明代石刻，2006年入选泰安市第二批文物保护单位。
黄石悬崖石窟造像及碑刻有唐代佛教造像和大量明清时期的碑记。